# 金董建平
金董建平，香港艺术家、收藏家。香港艺倡画廊董事长，香港董氏慈善基金会代表。

## 生平
生于香港。父亲董浩云为世界船王，兄董建华为香港首任特首。夫金乐琦，兩人育有兩子一女。早年留学美國，攻读英國文學，取得賓夕法尼亞大學文学士学位。继而取得密西根大學圖書馆学碩士。1975年，与夫回香港定居。1981年在香港中环开设画廊。

## 展览
- 1987年，在香港艺术中心举办“上海绘画——蜕变中的中国艺术”展览，介绍中国大陆现代艺术，引起轰动。
- 1995年，在上海博物馆举办法国雕塑家贝纳维尼作品展。
- 1998年，举办“上海城市雕塑国际研讨会”。
- 1998年，举办“赵无极回顾展”。
- 1999年，“赵春翔精品展及研讨会”。
- 2001年，举办“魏乐唐八十回顾展”。

## 逸事
- 與Catherine Yung and Juliana Yam兩姊妹為世交摯友。
- 曾倡建香港水墨藝術館。[3][4]

## 艺术任职
金董建平致力于香港、亚洲艺术在全球推广，是多个香港、国际艺术协会的成员，包括：
- 香港水墨会主席
- 亚洲文化协会艺术基金会成员
- 香港艺术馆顾问
- 香港水墨会创会会员
- 法國亞洲文化藝術協會董事

## 荣誉
- 法国文化部法蘭西藝術與文學勳章
- 2004年7月，获得第13届万宝龙国际艺术赞助大奖[5]。
- 香港小交响乐团榮譽監察委員。
- 文學藝術家協會全球傑出華人暨中華文學藝術家金龍獎。

## 著作
- 《董浩云的世界》
- 《中国现代航运先驱——董浩云》

## 家族
- 丈夫：金樂琦教授，香港科技大學陳江和亞洲家族企業與創業研究中心資深顧問兼創始主任[6]
- 兒子：金昌民，對沖基金和投資公司管理人，浙江省政協代表，拉脫維亞共和國駐香港名譽領事，漢基國際學校理事會理事，同時亦是攝影師，作品多在母親創立之藝倡畫廊展出。[7]
  - 兒媳：金翁玲玲。
- 女婿：姚允文（Michael Yao)。
- 孫女：金和曉（Audrey Alice King)，金昌民之女，滑雪運動員，港隊代表。畢業於哈佛大學。[2]
- 外孫女：Yvette Yao, UPenn ‘25.